# Mark Light
Mark Light (Lebanon, Pennsylvania, 27 oktober 1910 - Manheim, Pennsylvania, 1 april 1975) was een Amerikaans autocoureur. In 1950 schreef hij zich in voor de Indianapolis 500, maar wist zich niet te kwalificeren. Deze race was ook onderdeel van het Formule 1-kampioenschap. Tussen 1938 en 1951 nam hij ook deel aan negentien AAA Championship Car-races, met als beste resultaat een vijfde plaats tijdens de Washington Race op de Arden Downs in 1946.